# Kopparchampinjon
Kopparchampinjon (Agaricus cupreobrunneus) är en svampart som först beskrevs av Jul. Schäff. & Steer, och fick sitt nu gällande namn av Albert Pilát 1951. Kopparchampinjon ingår i släktet champinjoner och familjen Agaricaceae. Arten är reproducerande i Sverige. Inga underarter finns listade i Catalogue of Life.